# Жуан Пекуліар
Жуа́н Пекуліа́р (порт. João Peculiar, МФА: [ʒu.ˈɐ̃w pɨ.ku.ɫi.ˈaɾ]; ? — 3 грудня 1175) — архієпископ Бразький (1138—1175). Єпископ Портуський (1136—1138). Радник і сподвижник першого португальського короля Афонсу І. Учасник Реконкісти. Народився у Коїмбрі, Португалія. Точна дата народження невідома. Навчався у Коїмбрі та Парижі. 1123 року був одним із фундаторів монастиря святого Христофоро Лафойшського біля Південного Сан-Педру. 1136 року обраний на єпископство у Порту. 1138 року став архієпископом Браги, примасом усієї Іспанії. За португальськими історичними апокрифами після битви при Оріке коронував Афонсу королем на Ламегуських кортесах 1139 року, хоча достовірних першоджерел про це не зберіглося. 4—5 жовтня того ж року організував зустріч Афонсу із кастильсько-леонським королем Альфонсо VII, що закінчилася Саморським договором. 1147 року супроводжував короля Афонсу І під час звільнення Лісабона. 14 разів відвідував Святий Престол, домагаючись від римського папи Іннокентія II визнати новий титул Афонсу та самостійність Португалії. Помер у Бразі, Португалія. Похований у Бразькому соборі.  В травні 1179 року, через три роки після його смерті, новий папа Олександр III визнав Афонсу королем, а Португалію — незалежним королівством.

## Імена
- Жуа́н (порт. João) — португальське ім'я.
- Іва́н (лат. Ioannes) — латинське ім'я.
- Іва́н Бра́зький (лат. Ioannes Bracarensis) — латинське ім'я за назвою катедри.